# Еджвотер (Вісконсин)
Еджвотер (англ. Edgewater) — місто (англ. town) в США, в окрузі Соєр штату Вісконсин. Населення — 565 осіб (2020).

## Демографія
Згідно з переписом 2010 року, у місті мешкало 519 осіб у 244 домогосподарствах у складі 161 родини. Було 839 помешкань
Расовий склад населення:
| - 96,7 % — білих - 1,3 % — корінних американців - 0,2 % — азіатів |

До двох чи більше рас належало 1,7 %. Частка іспаномовних становила 1,3 % від усіх жителів.
За віковим діапазоном населення розподілялося таким чином: 12,7 % — особи молодші 18 років, 59,6 % — особи у віці 18—64 років, 27,7 % — особи у віці 65 років та старші. Медіана віку мешканця становила 54,8 року. На 100 осіб жіночої статі у місті припадало 104,3 чоловіків;  на 100 жінок у віці від 18 років та старших — 109,7 чоловіків також старших 18 років.
Середній дохід на одне домашнє господарство  становив 64 026 доларів США (медіана — 60 278), а середній дохід на одну сім'ю — 73 814 долари (медіана — 64 135). Медіана доходів становила 50 875 доларів для чоловіків та 30 417 доларів для жінок. За межею бідності перебувало 8,4 % осіб, у тому числі 18,9 % дітей у віці до 18 років та 3,2 % осіб у віці 65 років та старших.
Цивільне працевлаштоване населення становило 264 особи. Основні галузі зайнятості: виробництво — 21,6 %, освіта, охорона здоров'я та соціальна допомога — 18,2 %, мистецтво, розваги та відпочинок — 15,9 %.